# Lissaspis brasiliensis
Lissaspis brasiliensis là một loài tò vò trong họ Ichneumonidae.